# Salignac (Alpes-de-Haute-Provence)
Salignac ist eine französische Gemeinde mit 679 Einwohnern (Stand 1. Januar 2022) im Département Alpes-de-Haute-Provence in der Region Provence-Alpes-Côte d’Azur. Sie gehört zum Kanton Sisteron im Arrondissement Forcalquier. Die Bewohner nennen sich Salignacais.

## Geographie
Der Dorfkern befindet sich auf 520 m. Die Gemeinde grenzt im Norden an Entrepierres, im Osten an Sourribes, im Südosten an Volonne, im Südwesten an Aubignosc und im Westen an Peipin.
Sie wird im Westen vom Fluss Durance und dem parallel verlaufenden Canal EDF begrenzt. Auch der Fluss Riou de Jabron durchquert das Gemeindegebiet und mündet an der Grenze zur Nachbargemeinde Volonne in die Durance.

## Bevölkerungsentwicklung
| Jahr      | 1962 | 1968 | 1975 | 1982 | 1990 | 1999 | 2008 | 2018 |
| --------- | ---- | ---- | ---- | ---- | ---- | ---- | ---- | ---- |
| Einwohner | 143  | 127  | 169  | 225  | 310  | 399  | 518  | 635  |

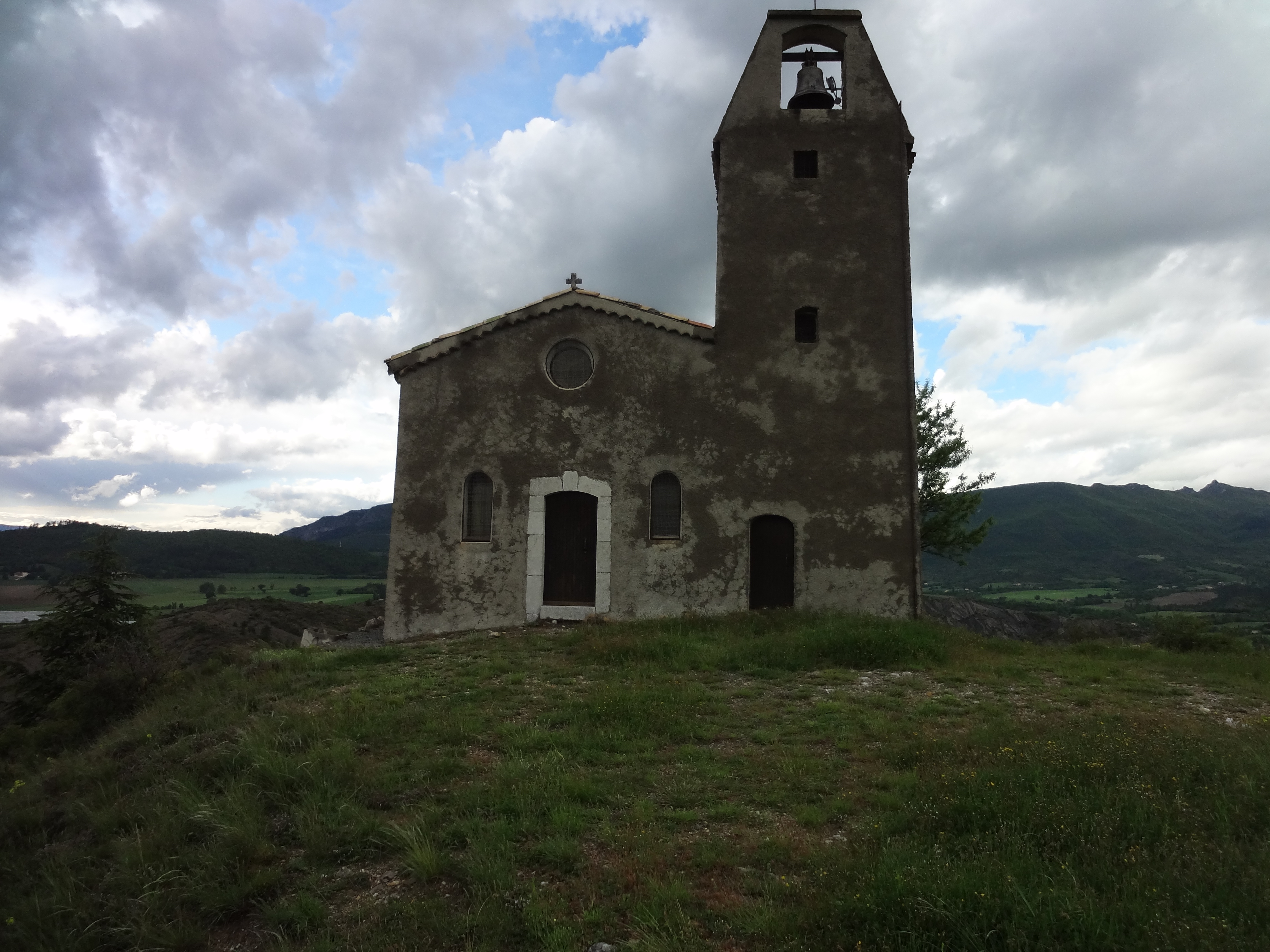
Kapelle bei Salignac
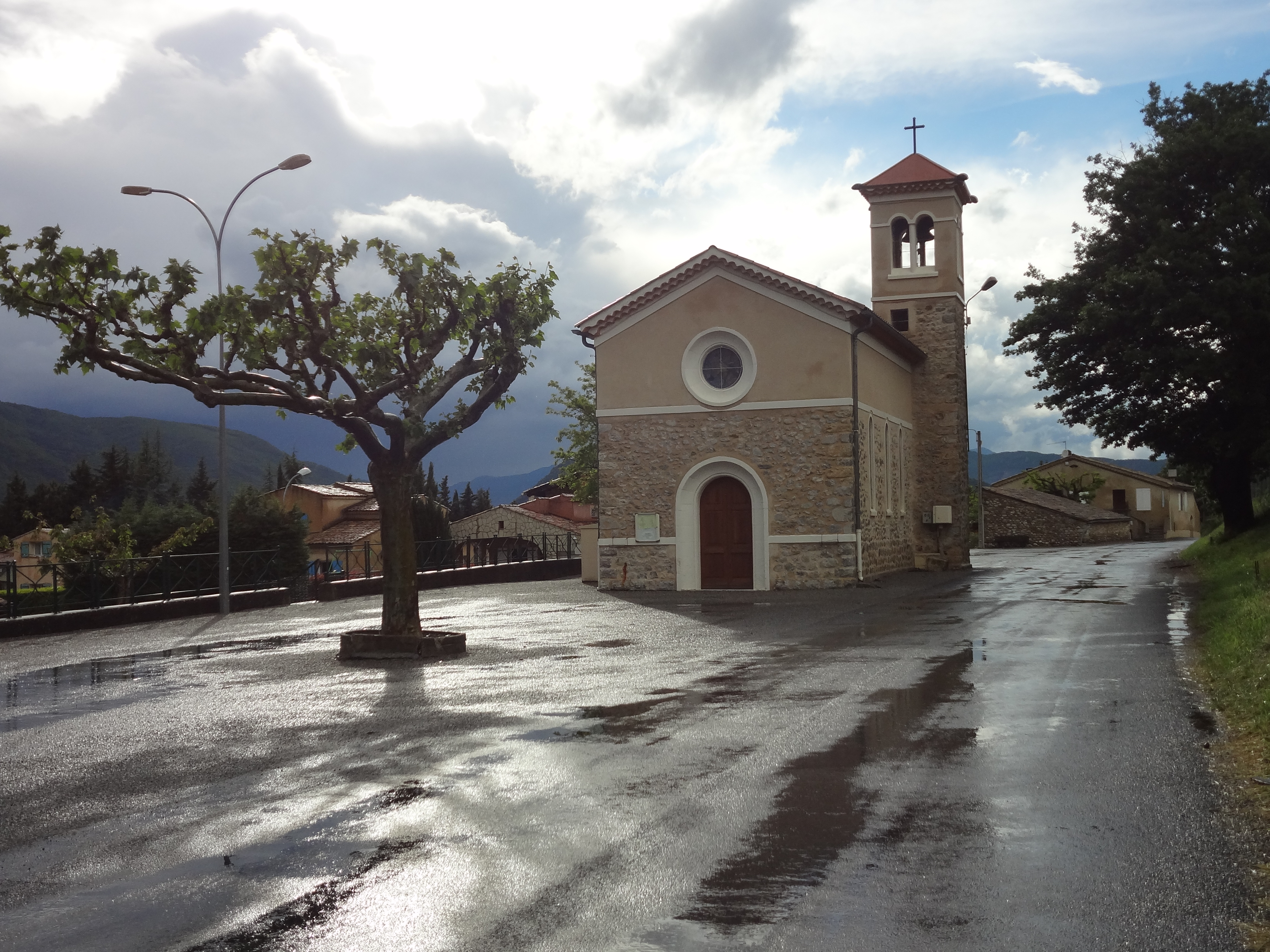
Kirche Sainte-Thérèse de l’Enfant-Jésus